# Корнієнко Семен
Корнієнко Семен Данилович (роки життя невідомі) — сотник полку Чорних Запорожців Армії УНР.

## Життєпис
На службі в Російській імператорській армії з 4 січня 1915 року. Поручник зі старшинством 25 серпня 1917 року.
З січня 1918 року — отаман Золотоноського Вільного Козацтва. З 20 вересня 1919 р. до 20 жовтня 1919 р. керував Золотоноським куренем 12 Немирівського пішого полку. Потім до 2 грудня керував 12 Немирівським полком. Під час партизанки з 6 грудня 1919 р. при штабі Армії УНР начальником повстанчого відділу. З 24 лютого 1920 р. керував 2-куренем 3-ї Залізної дивізії. З 1 червня по 1 жовтня 1920 р. — культурно-освітній референт 2-ї Пішої бригади. З 20 листопада 1920 р. — при гарматному курені кінного полку Чорних Запорожців. Молодший старшина в ранзі поручника. Представлений до ордена Залізного хреста за Зимовий похід і бої.
Придбав право на підвищення до ранги сотника зі старшинством з 25 серпня 1918 року. Переведений в ранг сотника. Представлення надіслане до штабу Запорізької дивізії за ч. 415. Подальша доля невідома.